# VM i landevejscykling 2018 – Enkeltstart (damer)
Damernes enkeltstart ved VM i landevejscykling 2018 blev afholdt tirsdag den 25. september. Ruten var 27,8 km lang. Løbet blev vundet af hollandske Annemiek van Vleuten for andet år i træk.

## Hold og ryttere
| 4 ryttere | 3 ryttere | 2 ryttere | 1 rytter                                                                                                 | 1 rytter                                                                                            |
| --------- | --------- | --- | --- | --------------------------------------------------------------------------------------------------- |
| Holland   | USA       | Canada · Danmark · Frankrig · Irland · Israel · Italien · Kasakhstan · New Zealand · Rusland · Storbritannien · Tyskland · Ukraine · Østrig | Argentina · Belgien · Eritrea · Etiopien · Finland · Grækenland · Hviderusland · Japan · Kina · Kroatien | Norge · Paraguay · Cypern · Slovakiet · Spanien · Schweiz · Sverige · Trinidad og Tobago · Tjekkiet |

### Danske ryttere
- Cecilie Uttrup Ludwig
- Pernille Mathiesen

- Cecilie Uttrup Ludwig
- Pernille Mathiesen

## Resultater
| \| Samlede stilling \| Samlede stilling \| Samlede stilling \| Samlede stilling \| Samlede stilling \| \| Rytter \| Rytter \| Hold \| Tid \| \| \| ---------------- \| -------------------- \| ---------------- \| ---------------- \| ---------------- \| \| 1. \| Annemiek van Vleuten \| Holland \| 34' 25" \| \| \| 2. \| Anna van der Breggen \| Holland \| + 29" \| \| \| 3. \| Ellen van Dijk \| Holland \| + 1' 25" \| \| \| 4. \| Leah Kirchmann \| Canada \| + 1' 27" \| \| \| 5. \| Leah Thomas \| USA \| + 1' 32" \| \| \| 6. \| Lucinda Brand \| Holland \| + 1' 43" \| \| \| 7. \| Amber Neben \| USA \| + 1' 48" \| \| \| 8. \| Karol-Ann Canuel \| Canada \| + 2' 16" \| \| \| 9. \| Elisa Longo Borghini \| Italien \| + 2' 17" \| \| \| 10. \| Tayler Wiles \| USA \| + 2' 31" \| \| |                      |         |          |
| |                      |         |          |
| Kilde: ProCyclingStats |                      |         |          |
| Samlede stilling |                      |         |          |
| Rytter | Rytter               | Hold    | Tid      |
| 1. | Annemiek van Vleuten | Holland | 34' 25"  |
| 2. | Anna van der Breggen | Holland | + 29"    |
| 3. | Ellen van Dijk       | Holland | + 1' 25" |
| 4. | Leah Kirchmann       | Canada  | + 1' 27" |
| 5. | Leah Thomas          | USA     | + 1' 32" |
| 6. | Lucinda Brand        | Holland | + 1' 43" |
| 7. | Amber Neben          | USA     | + 1' 48" |
| 8. | Karol-Ann Canuel     | Canada  | + 2' 16" |
| 9. | Elisa Longo Borghini | Italien | + 2' 17" |
| 10. | Tayler Wiles         | USA     | + 2' 31" |